# Tinamú tacat
El tinamú tacat (Nothura maculosa) és una espècie d'ocell de la família dels tinàmids (Tinamidae) que viu a praderies, sabanes, zones arbustives i terres de conreu de l'est del Brasil, el Paraguai, Uruguai, i Argentina nord-oriental.
Una de les seues subespècies, el tinamú del Chaco (Nothura maculosa chacoensis) va ser considerada una espècie de ple dret en algunes classificacions.